# Stictocardia cordatosepala
Stictocardia cordatosepala är en vindeväxtart som beskrevs av V. Ooststr. Stictocardia cordatosepala ingår i släktet Stictocardia och familjen vindeväxter. Inga underarter finns listade i Catalogue of Life.